# متحف التاريخ في أرمينيا
«متحف التاريخ في أرمينيا» هو متحف وطني في أرمينيا تأسس في عام 1920 في ساحة الجمهورية في يريفان يضم المتحف عدة أقسام أبرزها علم الآثار، علم المسكوكات، الإثنوغرافيا، التاريخ الحديث والترميم.
ويحتوي المتحف على مجموعة وطنية تقدر ب400،000 قطعة، ٪35 من المجموعة الرئيسية يتكون من عناصر أثرية، ٪8 من عناصر ذات صلة بالإثنوغرافيا فيما تشكل المواد المرتبطة بالسماسرة ٪45 والمستندات ٪12.
وتدعم الدولة المتحف ماليًا كما تمتلك كل من المقتنيات والمبنى.
يقوم المتحف بأعمال الصيانة والترميم ونشر أعمال الهندسة المعمارية الأرمنية وعلم الآثار وعلم المسكوكات والإثنوغرافيا، التاريخ. كما قاموا بنشر سلسلة من التقارير حول حفريات الأثرية منذ عام 1948. كما يقوم المتحف بتنفيذ برامج تعليمية وعلمية عن التاريخ والثقافة الأرمنية كذلك.